# Contea di Lockhart
La contea di Lockhart è una Local Government Area che si trova nel Nuovo Galles del Sud. Essa si estende su una superficie di 2.895,3 chilometri quadrati e ha una popolazione di 3.318 abitanti. La sede del consiglio si trova a Lockhart.